# Kreda jeziorna
Kreda jeziorna (wapień jeziorny) – odmiana wapienia, podobna do kredy piszącej, powstająca jako osad jeziorny w środowisku kontynentalnym.
Ponad 80% jej składu to węglan wapnia (CaCO
3). Często zawiera skorupy ślimaków. W przypadku znacznej domieszki substancji ilastych zwana marglem jeziornym lub marglem łąkowym. 
Utwory uboższe w CaCO
3, zawierające go w ilości 50–80%, noszą nazwę gytii wapiennych.

## Pochodzenie
Kreda jeziorna, w przeciwieństwie do kredy piszącej, powstaje w jeziorach, bagnach i na podmokłych łąkach. Tworzy się wskutek chemicznego lub biochemicznego wytrącania się węglanu wapnia w środowisku słodkowodnym zubożonym w CO
2 (w cieplejszych wodach stojących lub w wodach obfitych w fitoplankton i roślinność wodną, która pochłania CO
2 z wody).

## Złoża i wydobycie w Polsce
Kreda jeziorna i gytia stanowią ponad 80% rozpoznanych złóż kredy w Polsce. Są one zlokalizowane głównie w pasie pojezierzy. W 2023 roku była wydobywana w dwóch miejscach, z łącznym wydobyciem 0,044 mln ton. Kreda jeziorna jest też wydobywana nieregularnie podczas innych prac górniczych. Np. w 2023 r. wydobyto 0,4 mln ton kredy jeziornej przy okazji zdejmowania nadkładu w Kopalni Węgla Brunatnego Bełchatów.

## Właściwości
Kreda jeziorna w stanie suchym rozciera się w palcach na biały proszek. Jest porowata i lekka. Burzy z kwasem solnym.